# Obrium fractum
Obrium fractum är en skalbaggsart som beskrevs av Holzschuh 2003. Obrium fractum ingår i släktet Obrium och familjen långhorningar. Inga underarter finns listade i Catalogue of Life.